# Morinda podistra
Morinda podistra är en måreväxtart som beskrevs av David A. Halford och A.J.Ford. Morinda podistra ingår i släktet Morinda och familjen måreväxter. Inga underarter finns listade i Catalogue of Life.